# Liste des intercommunalités du Gard

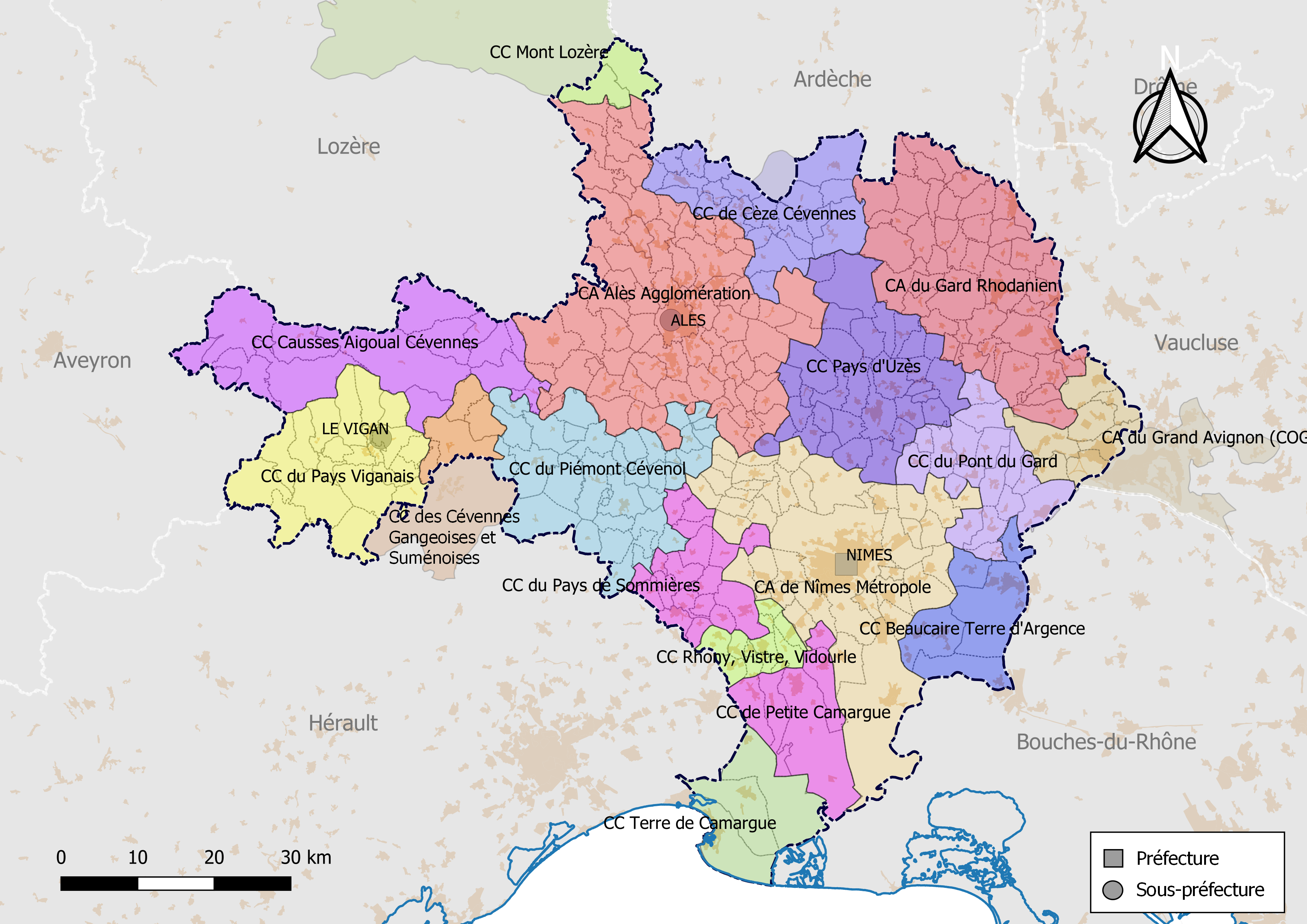
Carte des EPCI du Gard au 1er janvier 2019.

Au 1er janvier 2021, le département du Gard compte 14 établissements publics de coopération intercommunale à fiscalité propre dont le siège est dans le département (3 communautés d'agglomération et 11 communautés de communes), dont un qui est interdépartemental. Par ailleurs 13 communes sont groupées dans trois intercommunalités dont le siège est situé hors département.

## Intercommunalités à fiscalité propre
| Forme juridique                                            | Nom                                             | no SIREN  | Date de création | Nombre de communes     | Population (der. pop. légale) | Superficie (km2) | Densité (hab./km2) | Siège                      | Président          |
| ---------------------------------------------------------- | ----------------------------------------------- | --------- | ---------------- | ---------------------- | ----------------------------- | ---------------- | ------------------ | -------------------------- | ------------------ |
| Communauté d'agglomération                                 | CA Nîmes Métropole                              | 243000643 | 1er janvier 2002 | 39                     | 258 750 (2021)                | 790,90           | 327                | Nîmes                      | Franck Proust      |
| Communauté d'agglomération                                 | Alès Agglomération                              | 200066918 | 1er janvier 2017 | 71                     | 134 056 (2021)                | 920,90           | 146                | Alès                       | Christophe Rivenq  |
| Communauté d'agglomération                                 | CA du Gard Rhodanien                            | 200034692 | 1er janvier 2013 | 44                     | 75 467 (2021)                 | 632,30           | 119                | Bagnols-sur-Cèze           | Jean-Christian Rey |
| Communauté de communes                                     | CC Beaucaire-Terre d'Argence                    | 243000585 | 1er janvier 2002 | 5                      | 31 366 (2021)                 | 205,40           | 153                | Beaucaire                  | Juan Martinez      |
| Communauté de communes                                     | CC Pays d'Uzès                                  | 200034379 | 1er janvier 2013 | 35                     | 30 799 (2021)                 | 502,80           | 61                 | Uzès                       | Fabrice Verdier    |
| Communauté de communes                                     | CC de Petite-Camargue                           | 243000593 | 20 novembre 2001 | 5                      | 27 960 (2021)                 | 203,60           | 137                | Vauvert                    | André Brundu       |
| Communauté de communes                                     | CC Rhôny Vistre Vidourle                        | 243000569 | 31 décembre 2000 | 10                     | 28 302 (2021)                 | 81,30            | 348                | Gallargues-le-Montueux     | Philippe Gras      |
| Communauté de communes                                     | CC du Pont du Gard                              | 243000684 | 15 novembre 2002 | 15                     | 23 643 (2021)                 | 230,30           | 103                | Remoulins                  | Pierre Prat        |
| Communauté de communes                                     | CC du Pays de Sommières                         | 243000296 | 1er janvier 1993 | 18                     | 24 416 (2021)                 | 194,10           | 126                | Sommières                  | Pierre Martinez    |
| Communauté de communes                                     | CC du Piémont Cévenol                           | 200034411 | 1er janvier 2013 | 34                     | 22 301 (2021)                 | 451,40           | 49                 | Quissac                    | Fabien Cruveiller  |
| Communauté de communes                                     | CC Terre de Camargue                            | 243000650 | 10 décembre 2001 | 3                      | 20 736 (2021)                 | 202,30           | 103                | Aigues-Mortes              | Robert Crauste     |
| Communauté de communes                                     | CC Cèze-Cévennes                                | 200035129 | 1er janvier 2013 | 23 (dont 1 dans le 07) | 19 197 (2021)                 | 318,80           | 60                 | Saint-Ambroix              | Olivier Martin     |
| Communauté de communes                                     | CC du Pays viganais                             | 243000270 | 1er janvier 1993 | 21                     | 9 909 (2021)                  | 383,20           | 26                 | Le Vigan                   | Régis Bayle        |
| Communauté de communes                                     | Communauté de communes Causses Aigoual Cévennes | 200034601 | 1er janvier 2013 | 15                     | 5 337 (2021)                  | 474,90           | 11                 | Val-d'Aigoual              | Gilles Berthézène  |
| Intercommunalités dont le siège est situé hors département |                                                 |           |                  |                        |                               |                  |                    |                            |                    |
| Communauté d'agglomération                                 | CA du Grand Avignon                             | 248400251 | 31 décembre 2000 | 16 (dont 7 dans le 30) | 194 858 (2021)                | 302,60           | 644                | Avignon (84)               | Joël Guin          |
| Communauté de communes                                     | CC des Cévennes gangeoises et suménoises        | 243400736 | 31 décembre 1999 | 13 (dont 4 dans le 30) | 12 941 (2021)                 | 241,10           | 54                 | Ganges (34)                | Michel Fratissier  |
| Communauté de communes                                     | CC Mont Lozère                                  | 200069128 | 1er janvier 2017 | 21 (dont 2 dans le 30) | 5 727 (2021)                  | 716,30           | 8                  | Mont Lozère et Goulet (48) | Jean de Lescure    |

## Syndicats mixtes
1. Syndicat mixte pour la protection et la gestion de la Camargue gardoise
2. Pays Cévennes

## Historique

### 2011
- Création de la Communauté de communes Cèze-Cévennes le 1er janvier 2011 à partir de la fusion de :
  - la Communauté de communes du Pays de Cèze
  - la Communauté de communes du Ranc d'Uzège

### 2013

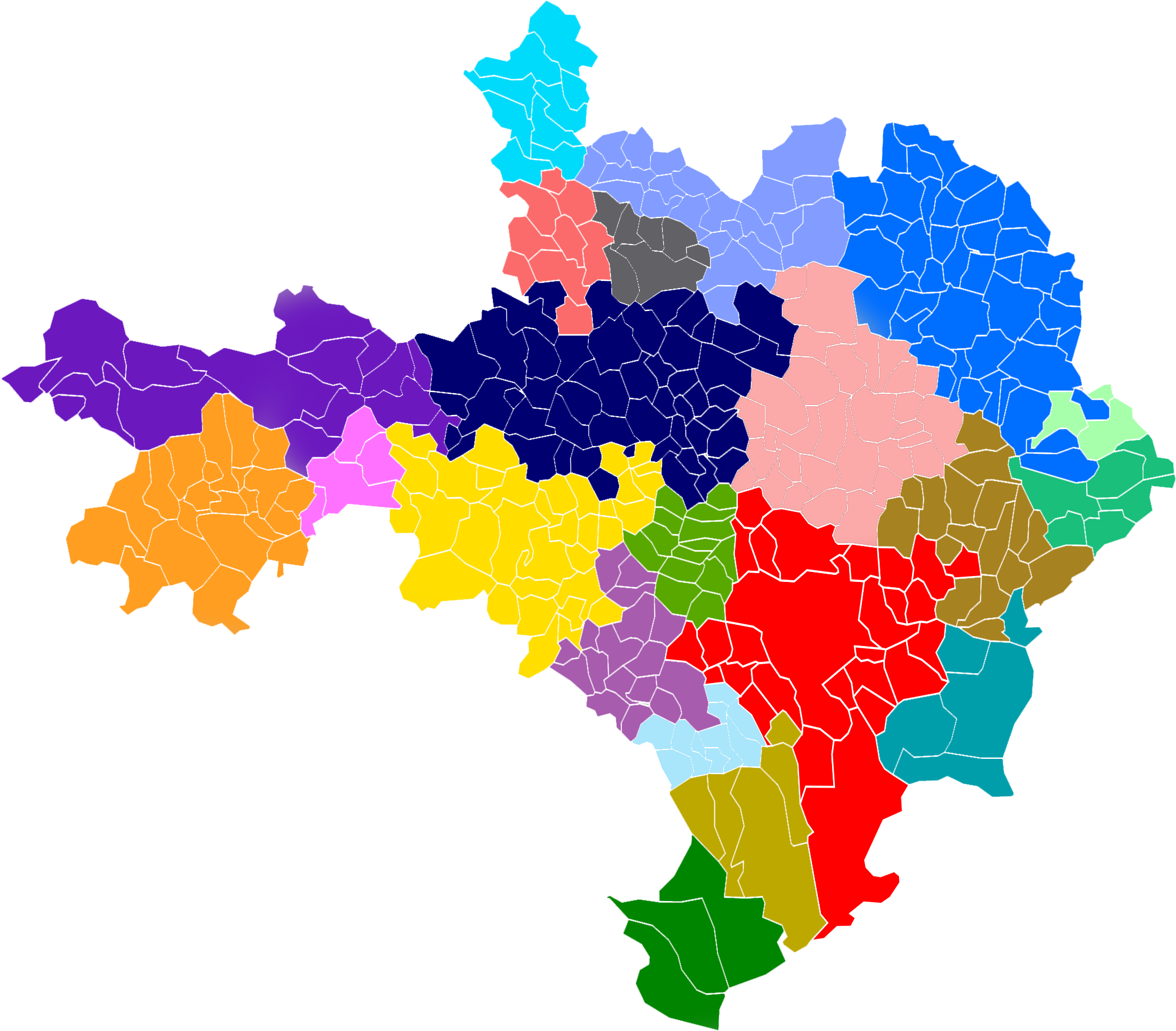
Carte des intercommunalités du Gard en 2014

Avec la mise en application de la réforme des collectivités territoriales et du schéma départemental de coopération intercommunale du Gard, le nombre d’EPCI passe de 34 à 21 : 4 communautés d’agglomération (contre deux auparavant), dont une inter-régionale, et 17 communautés de communes (contre 29 précédemment), dont 3 inter-départementales.
- Agrandissement de la Communauté de communes Cèze-Cévennes le 1er janvier 2013 à partir de la fusion de :
  - la Communauté de communes Cèze-Cévennes
  - la Communauté de communes des Cévennes Actives
  - les communes de Barjac (précédemment sans intercommunalité), de Molières-sur-Cèze (précédemment dans la Communauté de communes Vivre en Cévennes) et de Saint-Sauveur-de-Cruzières (précédemment dans la Communauté de communes du Pays de Cruzières)
- Création de la Communauté d'agglomération Alès Agglomération le 1er janvier 2013 à partir de la fusion de :
  - la Communauté d'agglomération du Grand Alès
  - la Communauté de communes Autour d'Anduze (excepté la commune de Cardet)
  - la Communauté de communes de la Région de Vézénobres
  - la Communauté de communes du Mont Bouquet
  - les communes de Massanes et de Saint-Jean-de-Serres (précédemment dans la Communauté de communes Autour de Lédignan) ainsi que Saint-Bonnet-de-Salendrinque, de Sainte-Croix-de-Caderle et de Vabres (précédemment dans la Communauté de communes Cévennes-Garrigues)
- Création de la Communauté d'agglomération du Gard Rhodanien le 1er janvier 2013 à partir de la fusion de :
  - la Communauté de communes de Cèze Sud
  - la Communauté de communes des Garrigues Actives
  - la Communauté de communes Rhône Cèze Languedoc
  - la Communauté de communes du Val de Tave
  - la Communauté de communes de Valcèzard
  - les communes de Issirac (précédemment dans la Communauté de communes Grands sites des Gorges de l'Ardèche), de Lirac (précédemment dans la Communauté de communes de la Côte du Rhône Gardoise) et de Tavel (précédemment sans intercommunalité).
- Création de la Communauté de communes du Pays de l'Aigoual le 1er janvier 2013 à partir de la fusion de :
  - la Communauté de communes de l'Aigoual
  - la Communauté de communes de la Vallée Borgne
  - les communes de Lasalle et de Soudorgues (précédemment dans la Communauté de communes Cévennes-Garrigues)
- Création de la Communauté de communes du Pays d'Uzès le 1er janvier 2013 à partir de la fusion de :
  - la Communauté de communes de l'Uzège
  - la Communauté de communes du Grand Lussan
  - les communes de Aubussargues, de Baron, de Bourdic, de Collorgues, de Foissac, de Garrigues-Sainte-Eulalie et de Saint-Dézéry.
- Création de la Communauté de communes du Piémont cévenol le 1er janvier 2013 à partir de la fusion de :
  - la Communauté de communes Coutach Vidourle (excepté la commune de Cannes-et-Clairan)
  - la Communauté de communes Autour de Lédignan (excepté les communes de Massanes, de Montagnac et de Saint-Jean-de-Serres)
  - la Communauté de communes Cévennes-Garrigues (excepté les communes de Lasalle, de Saint-Bonnet-de-Salendrinque, de Sainte-Croix-de-Caderle, de Soudorgues et de Vabres)
  - la commune de Cardet (précédemment dans la Communauté de communes Autour d'Anduze)

### Évolutions au1erjanvier 2017
Le Gard passe de 19 à 14 EPCI à fiscalité propre ayant leur siège dans le département, en application du schéma départemental de coopération intercommunale arrêté le 30 mars 2016 :
- Fusion de la communauté d'agglomération Alès Agglomération avec la communauté de communes Vivre en Cévennes et la communauté de communes du Pays Grand'Combien et extension aux communes d'Aujac, Bonnevaux, Chambon, Chamborigaud, Concoules, Génolhac et Sénéchas (issues de la communauté de communes des Hautes Cévennes).
- Extension de la communauté d'agglomération Nîmes Métropole aux communes de Domessargues, Fons, Gajan, Mauressargues, Montagnac, Montignargues, Moulézan, La Rouvière, Saint-Bauzély, Saint-Géniès-de-Malgoirès, Saint-Mamert-du-Gard et Sauzet (issues de la communauté de communes de Leins Gardonnenque).
- Extension de la communauté d'agglomération du Gard rhodanien à la commune de Saint-Laurent-des-Arbres, issue de la communauté de communes de la Côte du Rhône Gardoise.
- Extension de la communauté de communes du Pays de Sommières à la commune de Parignargues (issue de la communauté de communes de Leins Gardonnenque).
- Extension de la communauté de communes Pays d'Uzès à la commune de Moussac (issue de la communauté de communes de Leins Gardonnenque).
- Création de la communauté de communes Mont-Lozère, dont le siège est situé dans la Lozère, par fusion de la communauté de communes du Goulet-Mont Lozère et de la communauté de communes de Villefort, avec extension à Brenoux, Lanuéjols et Saint-Étienne-du-Valdonnez (communauté de communes du Valdonnez), à Malons-et-Elze et Ponteils-et-Brésis (issues de la communauté de communes des Hautes Cévennes, dans le Gard) et à Laubert et Montbel (communauté de communes du canton de Châteauneuf-de-Randon).
- Extension de la communauté d'agglomération du Grand Avignon, dont le siège est situé en Vaucluse, aux communes de Montfaucon et Roquemaure, issues de la communauté de communes de la Côte du Rhône Gardoise.